# Macário de Jerusalém
Macário de Jerusalém foi bispo de Élia Capitolina entre 312 e 325. Quando a cidade retomou seu antigo nome, passou a ser bispo de Jerusalém, cargo que manteve até a sua morte por volta de 335, segundo Sozomeno, mais provavelmente 333.
Atanásio, em um de seus discursos contra o arianismo, se refere a Macário como um exemplo "do estilo simples e honesto entre os homens apostólicos". A data de 312 para a ascensão de Macário ao episcopado aparece na versão de Jerônimo das "Crônicas" de Eusébio. Ele também foi um dos bispos avisados por Alexandre de Alexandria sobre o perigo representado por Ário.
Por volta de 325 ele acompanhou Santa Helena, a mãe de Constantino, em sua bem-sucedida busca pela Vera Cruz em Jerusalém.
Sua morte deve ter acontecido antes do Concílio de Tiro em 335, no qual o seu sucessor Máximo III estava presente.

## Macário e o arianismo
O vigor de sua oposição à nova heresia é demonstrado pela maneira abusiva com que Ário fala dele em sua carta a Eusébio de Nicomédia. Ele também participou do Primeiro Concílio de Niceia, em 325, e duas conjecturas sobre o seu papel ali merecem ser mencionadas. A primeira é de que houve uma altercação entre ele e seu bispo metropolitano, Eusébio de Cesareia, sobre os direitos de suas respectivas sés. O sétimo cânone do concílio - "Como a antiga e costumeira tradição mostra que o bispo de Élia Capitolina [Jerusalém] deva ser honrado, ele deve ter precedência; sem prejuízo, porém, à dignidade que pertence à metrópole" - por ser vago sugere que o resultado foi resultado de uma acirrada disputa. A segunda conjectura é que Macário, juntamente com Eustácio de Antioquia, teve papel preponderante na criação do credo de Niceia, finalmente adotado pelo concílio.
E das conjecturas, pode vir a ficção. Na "História do Concílio de Niceia", atribuída a Gelásio de Cízico, há diversas disputas imaginárias entre os anciãos do concílio e filósofos pagos por Ário. Em uma dessas disputas, na qual Macário é o porta-voz dos bispos, ele defende a Descida de Jesus ao Inferno. Esse fato, tendo em vista a questão de se a Descida estava presente no credo de Jerusalém, é interessante, especialmente por que em outros aspectos, a linguagem de Macário é representada em conformidade com a do credo. O nome de Macário aparece em primeiro entre os bispos da Palestina que subscreveram o resultado do concílio; o de Eusébio aparece em quinto. Atanásio de Alexandria, em sua carta encíclica aos bispos do Egito e da Líbia, coloca o nome de Macário (que já havia morrido há muito) entre os mais renomados por sua ortodoxia. Sozomeno relata que Macário apontou Máximo, que seria seu sucessor, como bispo de Lida e que este apontamento não se realizou por que o povo de Jerusalém se recusou a deixar Máximo partir. Ele também nos conta uma outra versão da história, dizendo que o próprio Macário teria mudado de ideia, por temer que, com Máximo fora do caminho, um bispo não ortodoxo pudesse ser apontado para sucedê-lo. Tillemont não corrobora esta história: Macário, se o tivesse feito, teria entrado em contravenção com o sétimo cânone de Niceia e Aécio, que era na época do concílio o bispo da Lídia, estava certamente vivo em 331 e, muito provavelmente, em 349. É claro que se Aécio viveu mais que Macário, a história não se sustenta. Contudo, se ele morreu pouco depois de 331, ela pode ser verdadeira. O fato de Macário estar se aproximando de sua morte poderia explicar a relutância, de sua parte ou de seu rebanho, em se afastar de Máximo.

## Macário e as relíquias sagradas
Teófanes, o Confessor (m. 818), em sua "Cronografia", relata Constantino, ao final do Concílio de Niceia, ordenando Macário a buscar os locais da ressurreição e da Paixão de Jesus, além da Vera Cruz. É provável que seja verdade, pois escavações se iniciaram logo após o concílio e elas parecem ter sido supervisionadas por Macário.
O enorme monte e a alvenaria com o templo de Vênus em cima, que durante o reinado de Adriano havia sido construído sobre o Santo Sepulcro, foram demolidos e retirados, e "quando a superfície original do solo apareceu, em seguida, contra todas as expectativas, o sagrado monumento da ressurreição de nosso Salvador foi descoberto". Ao saber das notícias, Constantino escreveu para Macário dando ordens para que uma nababesca igreja fosse erguida no lugar.
| “ | É tamanha a graça de nosso Salvador que nenhum poder de linguagem parece suficiente para descrever a maravilhosa circunstância a que vou me referir em seguida. Pois, que aquele monumento de Sua mais sagrada Paixão, há tanto tempo atrás enterrado, deve ter permanecido esquecido por tamanha quantidade de anos, até o seu reaparecimento para os seus servos agora libertados pela remoção daquele que era o inimigo de todos, é um fato que realmente supera toda a admiração... E sobre as colunas e mármores, o que você julgar, após a inspeção de fato do plano, ser especialmente precioso e útil, seja diligente em nos enviar informações por escrito para que qualquer quantidade ou tipo de materiais que estimemos a partir de sua carta serem necessário, vamos procurar em todos os cantos, conforme requerido, pois é próprio que o lugar mais maravilhoso do mundo deva ser decorado ricamente. | ” |
|   | — Carta de Constantino a Macário, citada por Eusébio de Cesareia em sua Vida de Constantino. |   |

Posteriormente, ele escreveu outra carta, "A Macário e os demais bispos da Palestina", ordenando que uma igreja fosse erguida em Mambre, que também havia sido dessecrada por um templo pagão. Eusébio, mesmo relatando os destinatário fielmente, fala desta carta como "endereçada a mim", acreditando, talvez, em sua dignidade metropolitana. Igrejas também foram construídas sobre os locais da Natividade (Basílica da Natividade) e da Ascensão (Capela da Ascensão).